# Кубок Волинської області з футболу 1993—1994

## Учасники
У цьому розіграші Кубка взяли участь 12 команд:
| Клуби Чемпіонату України серед аматорів: - «Підшипник» (Луцьк) - «Сільмаш» (Ковель) - «Шахта №9» (Нововолинськ) | Клуби першості області: - «Електрик» (Луцьк) - «Колійник» (Ковель) - «Колос» (Ківерці) - «Кристал» (Володимир-Волинський) - «Пластик» (Луцьк) - «Луга» (Козлів) - «Промінь» (Рожище) - «Рубіж» (Любомль) - «Явір» (Цумань) |

## 1/8 фіналу
Матчі 1/8 фіналу відбулися 13 квітня 1994 року. Після жеребкування раунду команди «Промінь» (Рожище) та «Явір» (Цумань) відмовилися від участі в розіграші Кубка.
| Команда 1  | Команда 2   | Рахунок |
| ---------- | ----------- | ------- |
| «Рубіж»    | «Сільмаш»   | 0:2     |
| «Електрик» | «Пластик»   | 2:3     |
| «Кристал»  | «Підшипник» | 0:3     |
| «Промінь»  | «Колос»     | −:+     |
| «Луга»     | «Шахта №9»  | 1:2     |
| «Колійник» | «Явір»      | +:−     |

## Чвертьфінали
Матчі 1/4 фіналу відбулися 23 квітня 1994 року.
| Команда 1   | Команда 2  | Рахунок |
| ----------- | ---------- | ------- |
| «Підшипник» | «Колос»    | 4:3     |
| «Пластик»   | «Сільмаш»  | 1:3     |
| «Шахта №9»  | «Колійник» | 2:1     |

## Півфінали
Матчі 1/2 фіналу відбулися 27 квітня і 4 травня 1994 року. Рішенням Федерації футболу Волинської області «Підшипник» (Луцьк), як торішній володар Кубка області був одразу допущений до фіналу.
| Команда 1      | Команда 2  | Рахунок |
| -------------- | ---------- | ------- |
| «Сільмаш»      | «Шахта №9» | 5:1     |
| Матч-відповідь |            |         |
| «Шахта №9»     | «Сільмаш»  | 0:2     |

## Фінал
| 12 травня 1994 |

| «Підшипник»                               | 2:1 | «Сільмаш»         |
| ----------------------------------------- | --- | ----------------- |
| Цівчик Володимир 24' Цівчик Володимир 35' |     | 80' Вознюк Сергій |

| Нововолинськ, стадіон «Шахтар» Глядачів: 1 000 Арбітр: Анатолій Савчук (Луцьк) |

| Володар Кубка Волинської області 1993/94                         |
| ---------------------------------------------------------------- |
| «Підшипник» (Луцьк) Одинадцята перемога в Кубку (десята поспіль) |

## Найкращі бомбардири
|   | Гравець     | Клуб        | Голи |
| - | ----------- | ----------- | ---- |
| 1 | І.Українець | «Сільмаш»   | 4    |
| 2 | С.Логінов   | «Сільмаш»   | 3    |
| 3 | В.Ясковець  | «Пластик»   | 3    |
| 4 | С.Кузьмич   | «Шахта №9»  | 2    |
| 5 | М.Мельник   | «Шахта №9»  | 2    |
| 6 | В.Остапчук  | «Підшипник» | 2    |
| 7 | В.Цівчик    | «Підшипник» | 2    |

## Підсумкова таблиця
| Етап       | Команда                          | I | В | Н | П | РМ   | О |
| ---------- | -------------------------------- | - | - | - | - | ---- | - |
| Володар    | «Підшипник» (Луцьк)              | 3 | 3 | 0 | 0 | 9−4  | 6 |
| Фіналіст   | «Сільмаш» (Ковель)               | 5 | 4 | 0 | 1 | 13−4 | 8 |
| Півфінал   | «Шахта №9» (Нововолинськ)        | 4 | 2 | 0 | 2 | 5−9  | 4 |
| 1/4 фіналу | «Пластик» (Луцьк)                | 2 | 1 | 0 | 1 | 4−5  | 2 |
| 1/4 фіналу | «Колос» (Ківерці)                | 2 | 1 | 0 | 1 | 3−4  | 2 |
| 1/4 фіналу | «Колійник» (Ковель)              | 2 | 1 | 0 | 1 | 1−2  | 2 |
| 1/8 фіналу | «Електрик» (Луцьк)               | 1 | 0 | 0 | 1 | 2−3  | 0 |
| 1/8 фіналу | «Луга» (Козлів)                  | 1 | 0 | 0 | 1 | 1−2  | 0 |
| 1/8 фіналу | «Рубіж» (Любомль)                | 1 | 0 | 0 | 1 | 0−2  | 0 |
| 1/8 фіналу | «Кристал» (Володимир-Волинський) | 1 | 0 | 0 | 1 | 0−3  | 0 |
| 1/8 фіналу | «Промінь» (Рожище)               | 1 | 0 | 0 | 1 | 0−0  | 0 |
| 1/8 фіналу | «Явір» (Цумань)                  | 1 | 0 | 0 | 1 | 0−0  | 0 |